# Reinliche Scheidung
Als Reinliche Scheidung wird die 1923 und 1924 in Deutschland vollzogene organisatorische Trennung zwischen Fußball und anderen modernen Sportarten einerseits sowie den Turnern andererseits bezeichnet. Innerhalb des Deutschen Reichsausschusses für Leibesübungen waren fortan keine Doppelmitgliedschaften mehr für Vereine in Sportfachverbänden wie dem Deutschen Fußball-Bund und der Deutschen Turnerschaft möglich. In der Folge kam es zur Spaltung zahlreicher Turnvereine in reine Turnvereine einerseits und in Sportvereine wie Fußballklubs andererseits.

## Verhältnis Turnen und Fußball
Einer der frühen Streitpunkte zwischen Turnern und anderen Sportlern war die Frage des Wettkampfcharakters. 1891 hatte die Deutsche Turnerschaft das Turnen um Medaillen und Preise offen verurteilt. In der Folge wurden zunächst Personenwettkämpfe durch Riegenwettkämpfe ersetzt (Verein gegen Verein). Schließlich wurde auf den Turnfesten der Wettkampf komplett abgeschafft. Parallel dazu verdrängten sogenannte Frei- und Ordnungsübungen nach Adolf Spieß das Gerätturnen. Für Jugendliche wurde das Turnen unattraktiv, und es erfolgte eine Zuwendung zum Sport nach englischem Vorbild. Insbesondere der Fußball wurde zur Konkurrenz. Dazu trug auch die Akzeptanz des Fußballs beim Militär bei, bei dem er ab 1905 in Deutschland Teil der Offiziersausbildung wurde.
Während des Ersten Weltkriegs kam es zu einer Annäherung zwischen Turnern und Sportlern. In der wirtschaftlichen Not der unmittelbaren Nachkriegszeit kam es sogar zu Fusionen wie beispielsweise in Bielefeld zwischen dem 1. Bielefelder Fußballclub Arminia und der Turngemeinde von 1848 zur TG Arminia Bielefeld. 1920 erlaubte dann die Deutsche Turnerschaft den Fußballabteilungen ihrer Vereine die Teilnahme an der Deutschen Meisterschaft des DFB. Dies hatte weitere Fusionen zur Folge, die vielerorts zu „Turn- und Sportvereinen“ (TSV, TuS, TuSpo, TuRa, TSG oder STG) führten.

## Konflikt um das Fachverbandsystem
Der Konflikt zwischen Turnern und Sportlern brach bereits am 28. November 1920 wieder auf, als einige Sportverbände die Deutsche Turnerschaft aufforderten, einem Fachverbandssystem zuzustimmen. Dies hätte die Deutsche Turnerschaft zu einem reinen Fachverband reduziert. Daher lehnte diese das Anliegen ab. Im Februar 1921 kam es zum Kompromiss der Doppelmitgliedschaft: die Spielabteilungen von Turnvereinen konnten auch an den Meisterschaften der Sportverbände teilnehmen, was in zahlreichen Fällen, zum Beispiel des Eimsbütteler TV, schon lange vorher geschehen war. Da die Turner jedoch seit 1918 ein Drittel ihrer Mitglieder verloren hatten, wollte die Turnerschaft die Doppelmitgliedschaft bald wieder abschaffen. Bereits am 13. April 1922 löste sie die Vereinbarung einseitig wieder auf. Die Sportverbände reagierten darauf mit dem Ausschluss der Spielabteilungen von Turnvereinen aus ihren Wettbewerben. Am problematischsten war es für die Sportarten, die im größeren Umfang sowohl in Turn- als auch in Sportvereinen vertreten waren. Leichtathletik wurde als volkstümliche Übungen in den Turnvereinen schon betrieben, als die von England kommende Athletik mit englischen Maßen und Gewichten noch nicht verbreitet war. Bei Bergturnfesten starteten immer auch Leichtathleten, Deutsche Meister der Turner waren in einigen Disziplinen (Sprint, Mehrkampf) leistungsstärker als die der Leichtathletik. Die Trennung tat daher beiden Seiten weh.

## Reinliche Scheidung
Nachdem die Sportverbände den Kompromiss der Gründung eines gemeinsamen Deutschen Bundes für Leibesübungen ablehnten, verkündete die Turnerschaft am 1. September 1923 einseitig die „reinliche Scheidung“ zwischen Turnen und Sport. Bis zum 1. November mussten sich die Spielabteilungen der Turner zwischen einer Mitgliedschaft entweder im Sportverband oder in der Turnerschaft entscheiden. Während daraufhin die Turnerschaft etwa 25.000 fußballspielende Mitglieder verlor, blieben die meisten Fußballabteilungen dem DFB verbunden.
Die Folge war die bereits 1923, meist aber 1924 vollzogene Trennung zahlreicher Vereine. Die Spielabteilungen wie Fußball, Handball und anderen Mannschaftssportarten trennten sich von den Turnern und machten sich selbständig. So entstanden unter anderem der FC Schalke 04, der sich vom TuS 1877 Schalke trennte, oder auch der FC St. Pauli, als sich die 1910 gegründete Fußballabteilung des Hamburg-St. Pauli TV 1862 eigenständig machte. Dagegen trat beispielsweise der Eimsbütteler TV komplett aus der Turnerschaft aus.
Teilweise kam es auch zu Doppelstrukturen. So gründete ein Teil der Fußballer des Harburger TB 1865 den SV Harburg, der an den Wettbewerben der DFB-Fußballer teilnahm. Doch auch im Harburger TB 1865 gab es weiterhin eine Fußballabteilung. Diese nahm wie die übrigen in der Deutschen Turnerschaft verbliebenen 676 Fußballabteilungen an der Fußballmeisterschaft der Turner teil.
Während die Trennung für den Bereich des Fußballs aus Turnersicht wenig erfolgreich verlief, gestaltete sich das Geschehen bei dem bereits seit 1886 ebenfalls durch einen nationalen Fachverband organisierten Schwimmsport deutlich besser: „Hier konnte die Deutsche Turnerschaft für mehr als ein Jahrzehnt eine regelrechte Parallelwelt aufbauen, ehe 1935 die Entwicklung durch politische Eingriffe von außen komplett gestoppt wurde“, arbeitet der Schwimmsportjournalist Wolfgang Philipps in einer Studie heraus.

## Ende der Trennung
Durch Abschluss eines Vertrages zwischen DFB, DT und der Deutschen Sportbehörde für Leichtathletik wurde der Konflikt 1930 in Berlin offiziell beigelegt. Ab 1931 trug die Deutsche Turnerschaft keine eigenen Fußball- und Leichtathletikmeisterschaften mehr aus. Unter der Regierung der NSDAP gehörte 1933 auch die Gleichschaltung der Turn- und Sportbewegung zum politischen Programm. Während zunächst die Arbeitersportbewegung mit der kommunistischen Kampfgemeinschaft für Rote Sporteinheit und dem sozialdemokratischen Arbeiter-Turn- und Sportbund zerschlagen wurde und danach die konfessionellen Verbände Deutsche Jugendkraft und Eichenkreuz aufgelöst wurden, erfolgte schließlich zum 10. Mai die Auflösung des Deutschen Reichsausschusses für Leibesübungen und die Unterordnung der einzelnen Fachverbände unter den Reichssportführer Hans von Tschammer und Osten. Ab diesem Moment nahmen die Fußballabteilungen der Turnvereine wie alle anderen Fußballvereine an einer einheitlichen deutschen Meisterschaft teil. Einige infolge der reinlichen Scheidung verselbständigte Fußballabteilungen von Turnvereinen kehrten zu ihren Muttervereinen zurück, wie z. B. der SV Harburg zum Harburger TB 1865. Andere Vereine blieben getrennt, wie zunächst die/der SV Bayer 04 (u. a. Fußball, Handball, Boxen, Leichtathletik) und der TuS Bayer 04 Leverkusen (u. a. Turnen, Leichtathletik, Handball), die erst in den 1980er als TSV Bayer 04 wiederveinigt wurden.